# Алтанцугц
Алтанцугц (монг. Алтанцөгц) — сомон аймака Баян-Улгий, Монголия.
Центр Цагаантунгэ расположен в 50 км от административного центра аймака, города Улгий, и в 1703 км от столицы страны Улан-Батора.
В сомоне есть школа, больница, культурный и торгово-обслуживающий центр, мыловаренный завод, комбинат по изготовлению кормов.

## Население
Население сомона составляет около 3000 человек. Из них казахи — 76 %, монголы-урянхайцы — 24 %.

## География
Самая высокая точка — 4295 метров, самая низкая — 1437 метров (берег реки Кобдо).
По территории сомона текут многочисленные реки, есть озёра, животный мир отличается богатством. Климат резко континентальный.